# Pasohlávky
Pasohlávky (německy Weißstätten) jsou obec v okrese Brno-venkov v Jihomoravském kraji. Nacházejí se v Dyjsko-svrateckém úvalu, na břehu vodní nádrže Nové Mlýny I, součástí obce je také katastrální území zatopeného Mušova. Žije zde 773 obyvatel.
Jedná se o vinařskou obec v Mikulovské vinařské podoblasti (viniční tratě Římský vrch, Ovčárna, U Akátového lesa).

## Název
Vesnice na území dnešních Pasohlávek se původně jmenovala Uhřičice či v ještě starší podobě Uhřičici, což bylo odvozeno od osobního jména Uhřík a znamenalo tedy "Uhříkovi lidé". Pod vlivem němčiny bylo jméno komoleno na Auerčice. Někdy po 13. století tato vesnice zpustla a byla obnovena v 16. století osadníky z Chorvatska, proto se jí vedle původního jména začalo říkat Charváty (německy Krabatendorf - "Chorvatská ves"). Na rozlišení od podobně znějících blízkých Uherčic dostaly Auerčice/Charváty přívlastek na bílém břehu (německy an der weißen Stätte ("na bílém místě") nebo Weißstätten ("Bílé místo"), na základě čehož se v 19. a začátkem 20. století užívalo též jméno Bílý břeh. V roce 1618 poprvé doloženo jméno Pasohlávky, které je zdrobnělinou jména Pasohlavi, což bylo původně buď žertovné označení pro lidi, kteří pásli hlavami, nebo šlo o množné číslo od osobního jména Pasohlav a označovalo tak sídlo Pasohlavovy rodiny. Jméno Pasohlávky označovalo původně nějakou osadu, která splynula se sousedními Uhřičicemi, ale zachovalo se jako pomístní jméno a v 17. století bylo vztaženo na celé Auerčice/Charváty, až nakonec v konkurenci ostatních jmen vesnice (zápis z roku 1846: "Weisstätten, Pasohlawký, také Bilý Bržech, kdysi Auercziče, také Charvatý") v 19. století převládlo.

## Historie
Už ve 2. století zde měla pevnost římská desátá legie císaře Marca Aurelia a byla tu i osada Markomanů.
První písemná zmínka o obci pochází z roku 1276. Roku 1930 zde žilo 1 021 obyvatel, velkou většinou německé národnosti (93,6 %) – tito byli po roce 1945 vesměs vysídleni a většina domů postupně odstraněna.

## Obyvatelstvo
Při sčítání lidu v roce 2011 bylo zjištěno 694 obyvatel. Národnost moravskou deklarovalo 258 osob (37,17 %), národnost českou si zapsalo 244 obyvatel (35,15 %) a 12 lidí národnost slovenskou (1,72 %). Národnost neuvedlo 156 lidí (22,17 %).
| Rok            | 1869  | 1880  | 1890  | 1900  | 1910  | 1921  | 1930  | 1950 | 1961 | 1970 | 1980 | 1991 | 2001 | 2011 | 2021 |
| -------------- | ----- | ----- | ----- | ----- | ----- | ----- | ----- | ---- | ---- | ---- | ---- | ---- | ---- | ---- | ---- |
| Počet obyvatel | 1 354 | 1 507 | 1 668 | 1 624 | 1 735 | 1 762 | 1 751 | 841  | 982  | 884  | 595  | 672  | 735  | 694  | 687  |
| Počet domů     | 229   | 233   | 261   | 279   | 308   | 318   | 375   | 227  | 211  | 204  | 140  | 187  | 186  | 198  | 204  |

Vývoj počtu obyvatel

## Obecní symboly
Znak byl obci udělen rozhodnutím předsedy Poslanecké sněmovny Parlamentu České republiky dne 29. března 1995 a vlajka byla obci udělena rozhodnutím předsedy PSP ČR dne 19. února 1998.

## Pamětihodnosti
- kostel svaté Anny
- kaple svatého Ducha
- římský vojenský tábor u Mušova
- kostel svatého Linharta v Mušově

## Samospráva
V letech 2006 až 2014 byl starostou Tomáš Ingr (Moravané). Ačkoliv komunální volby se svou stranou vyhrál i v roce 2014, vedení obce se vzdal. Starostkou Pasohlávek se stala jeho kolegyně Martina Dominová (Moravané), dosavadní místostarostka.

## Galerie

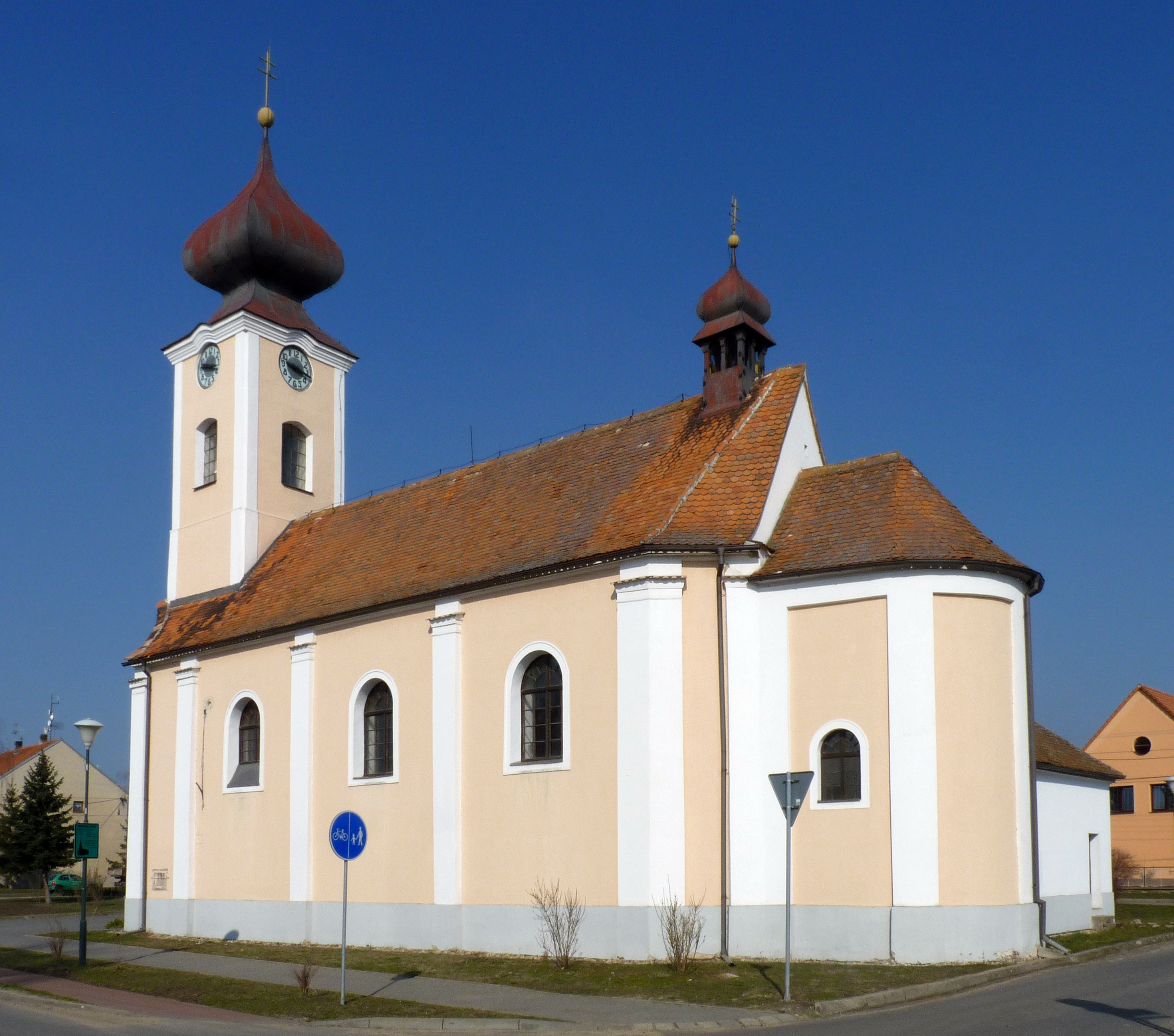
kostel svaté Anny
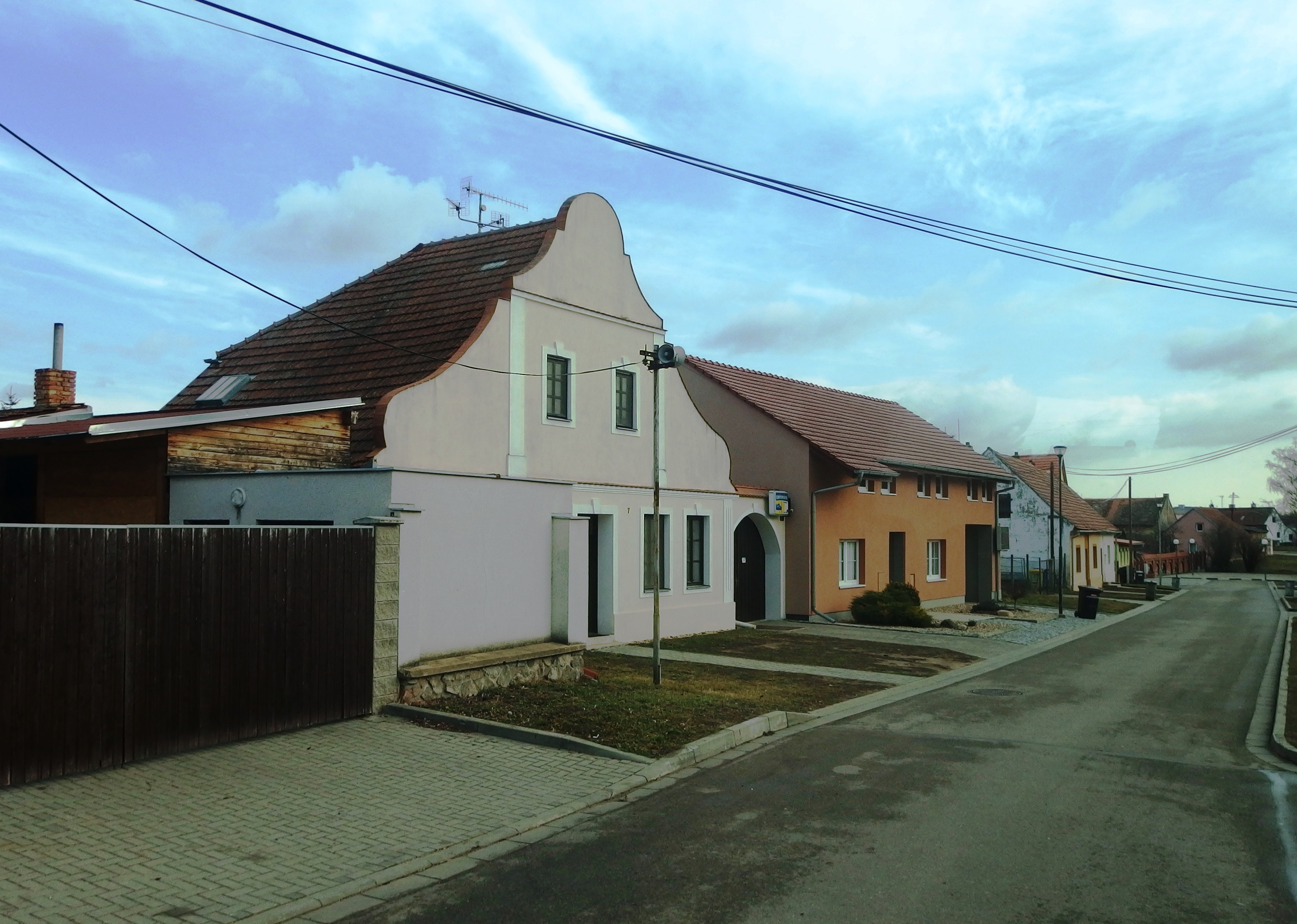
usedlost č. p. 7
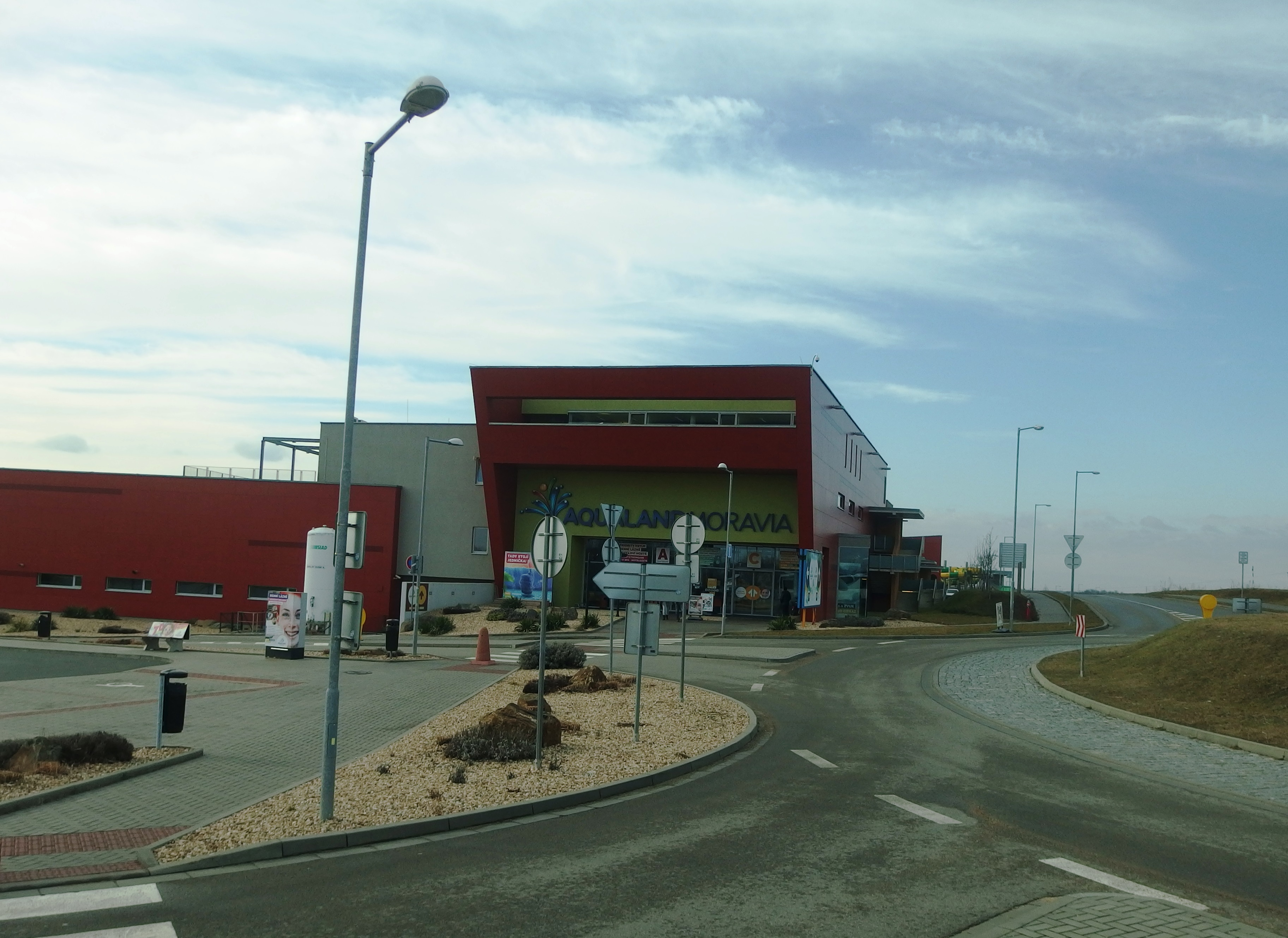
Aqualand Moravia
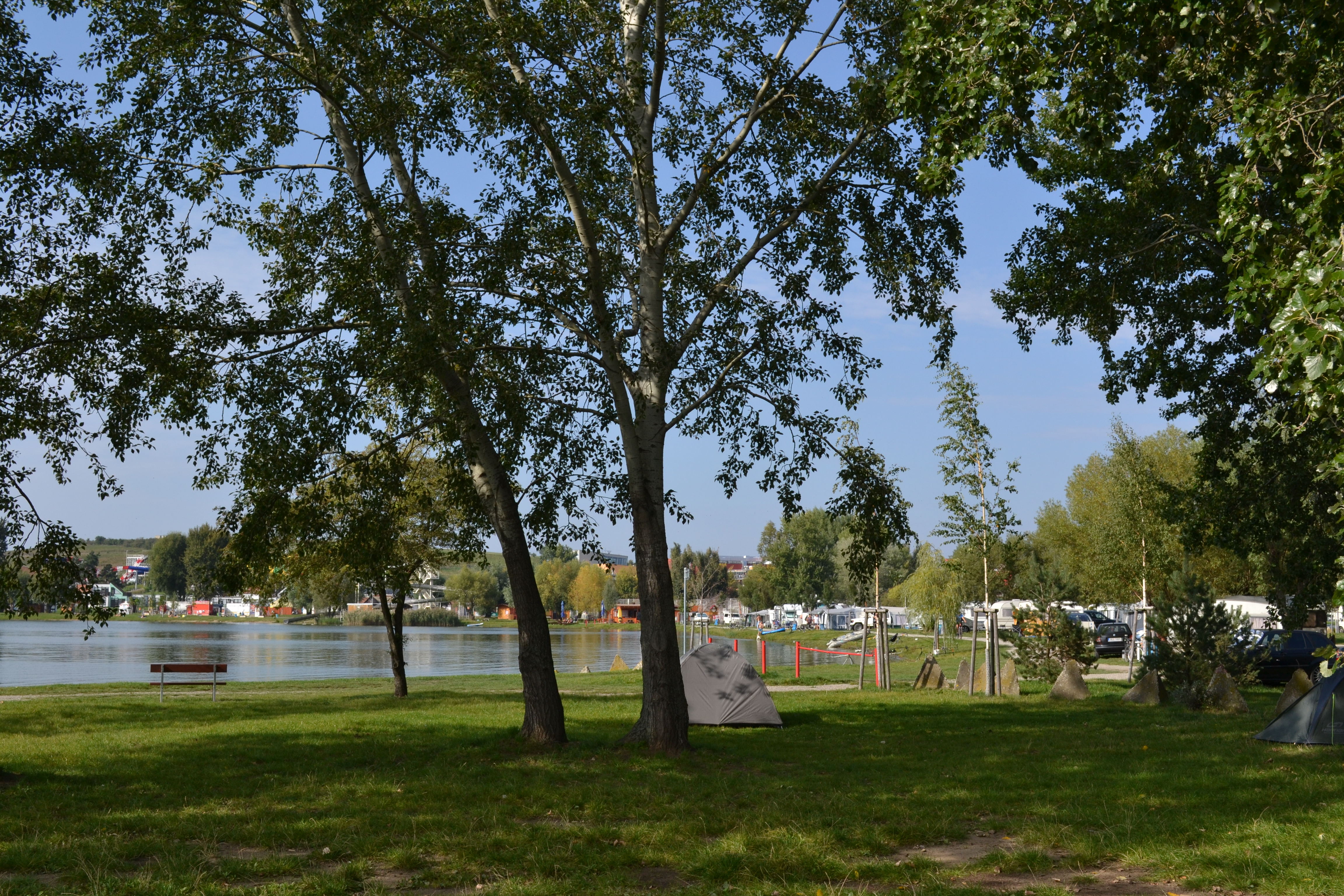
autokemp Merkur
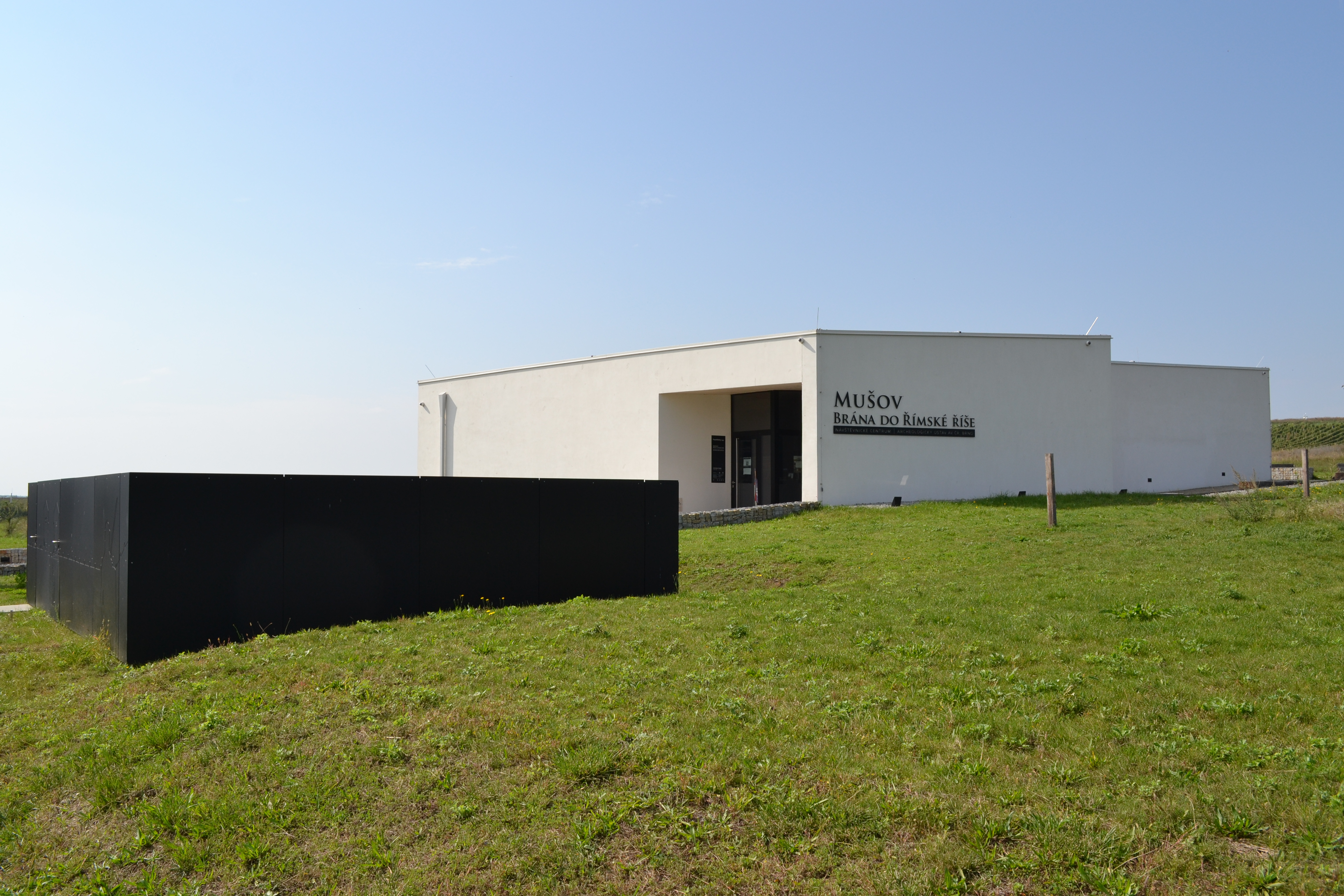
muzeum Mušov – Brána do Římské říše